# Halozetes edwardensis
Halozetes edwardensis är en kvalsterart som beskrevs av Pletzen och Kok 1971. Halozetes edwardensis ingår i släktet Halozetes och familjen Ameronothridae. Inga underarter finns listade i Catalogue of Life.